# پیش‌گویی
پیش‌گویی یا پیش‌نگری (به انگلیسی: Forecasting) فرایند پیش‌بینی آینده بر اساس داده‌های گذشته و حال و معمولاً با تجزیه و تحلیل روند است. یک مثال عادی ممکن است تخمین برخی از متغیرهای مورد علاقه در تاریخ مشخص آینده باشد. پیش‌بینی اصطلاحی مشابه، اما کلی تر است. هر دو ممکن است به روش‌های آماری رسمی با استفاده از سری‌های زمانی، داده‌های مقطعی یا طولی یا به جای روش‌های قضاوت کمتر رسمی، اشاره داشته باشند. کاربرد می‌تواند بین مناطق کاربرد متفاوت باشد: به عنوان مثال، در هیدرولوژی اصطلاحات «پیش‌بینی» و «پیش‌بینی» گاهی برای تخمین مقادیر در زمان‌های خاص خاص آینده محفوظ است، در حالی که اصطلاح «پیش‌بینی» برای تخمین‌های کلی تر، مانند تعداد دفعات وقوع سیل در یک دوره طولانی
ریسک و عدم اطمینان در پیش‌بینی و پیش‌بینی مهم است. به‌طور کلی برای نشان دادن میزان عدم اطمینان پیوست شده به پیش‌بینی‌ها، روش خوبی تلقی می‌شود. در هر صورت، داده‌ها باید به روز باشند تا پیش‌بینی تا حد ممکن دقیق باشد. در بعضی موارد داده‌های مورد استفاده برای پیش‌بینی متغیر مورد علاقه خود پیش‌بینی می‌شود.

## دسته‌بندی‌های روش‌های پیش‌بینی
روش‌های سری‌های زمانی (Time Series Methods)
روش‌های سری‌های زمانی، داده‌های تاریخی را به عنوان پایه‌ای برای برآورد برون‌دادهای آینده به کار می‌برند.
- پیش‌بینیِ غلتان (Rolling Forecast)، طرح‌ریزی برای آینده بر اساس اتفاقات گذشته‌است که معمولاً بر پایهٔ یک زمان‌بندی منظم جهت همراه ساختن داده‌ها، به روز می‌شود.
- میانگین محرک (Moving Average)
- میانگین محرک وزنی (Weighted Moving Average)
- روان‌سازیِ نمایی (Exponential Smoothing)
- کالمان فیلتر (Kalman Filter)
- برون‌یابی (Extrapolation)
- پیش‌بینی خطی (Linear Prediction)
- برآورد تمایل (Trend Estimation)
- منحنی رشد (Growth Curve)
- موضوعات (Topics)
روش‌های سببی/ آمار اقتصادی (Causal / Econometric Methods)
برخی از روش‌های پیش‌گویی این فرض را در نظر می‌گیرند که مشخص کردنِ عوامل مهمی که احتمالاً بر متغیری که تحت پیش‌گویی قرار گرفته‌است اثر می‌گذارند، ممکن است. برای مثال، فروش چترها می‌تواند با شرایط آب‌وهوایی مرتبط باشد. چنانچه علت‌ها فهمیده شوند، طرح‌ریزیِ متغیرهای اثرگذار می‌تواند فراهم شده و در پیش‌گویی به کار روند.
- تحلیل بازگشت/ کاهنده (Regression Analysis) با به‌کارگیریِ بازگشت خطی (Linear Regression) یا بازگشت غیرخطی (Non-linear Regression)
- میانگین متحرک خودکاهنده (Autoregressive Moving Average) (ARMA)
- میانگین متحرک یکپارچهٔ خودکاهنده (Autoregressive Integrated Moving Average) (ARIMA)
- آمار اقتصادی (Econometrics)
روش‌های قضاوتی (Judgmental methods)
روش‌های پیش‌گویی قضاوتی، قضاوت‌های شهودی، نظرات و برآوردهای احتمالاتیِ ذهنی را همراه می‌سازد.
- پیش‌گویی‌های مرکب (Composite Forecasts)
- پیمایش‌ها (Surveys)
- روش دلفی (Delphi Method)
- تدوین سناریو (Scenario Building)
- پیش‌گوییِ فناوری (Technology Forecasting)
- پیش‌گویی قیاسی (Forecast by Analogy)

## دیگر روش‌ها
- شبیه‌سازی (Simulation)
- بازار پیش‌بینی (Prediction Market)
- پیش‌گویی احتمالی (Probabilistic Forecasting) و پیش‌گویی جمعی (Ensemble Forecasting)
- پیش‌گویی کلاس مرجع (Reference Class Forecasting)